# سامسونگ اس‌سی‌اچ-یو۷۰۰
سامسونگ اس‌سی‌اچ-یو۷۰۰ یا سامسونگ اس‌سی‌اچ-یو۵۵۰ یک‌نمونه از گوشی‌های تلفن همراه سری U شرکت سامسونگ می‌باشد که توسط همین شرکت به بازار عرضه شده‌است.